# Tamba costinotata
Tamba costinotata là một loài bướm đêm trong họ Noctuidae.